# Чорний кіт

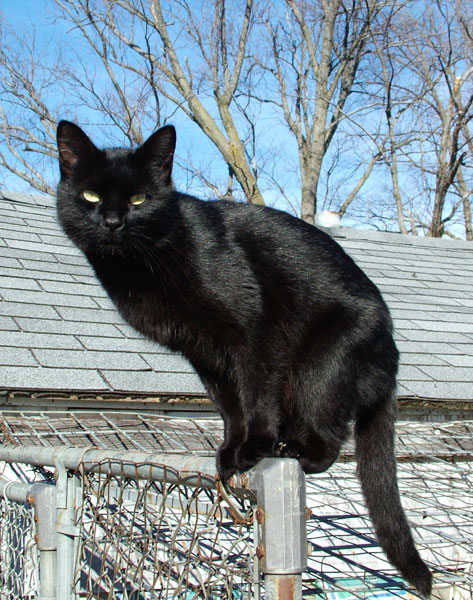
У деяких культурах існують забобони щодо чорних котів, які приписують їм удачу або нещастя.

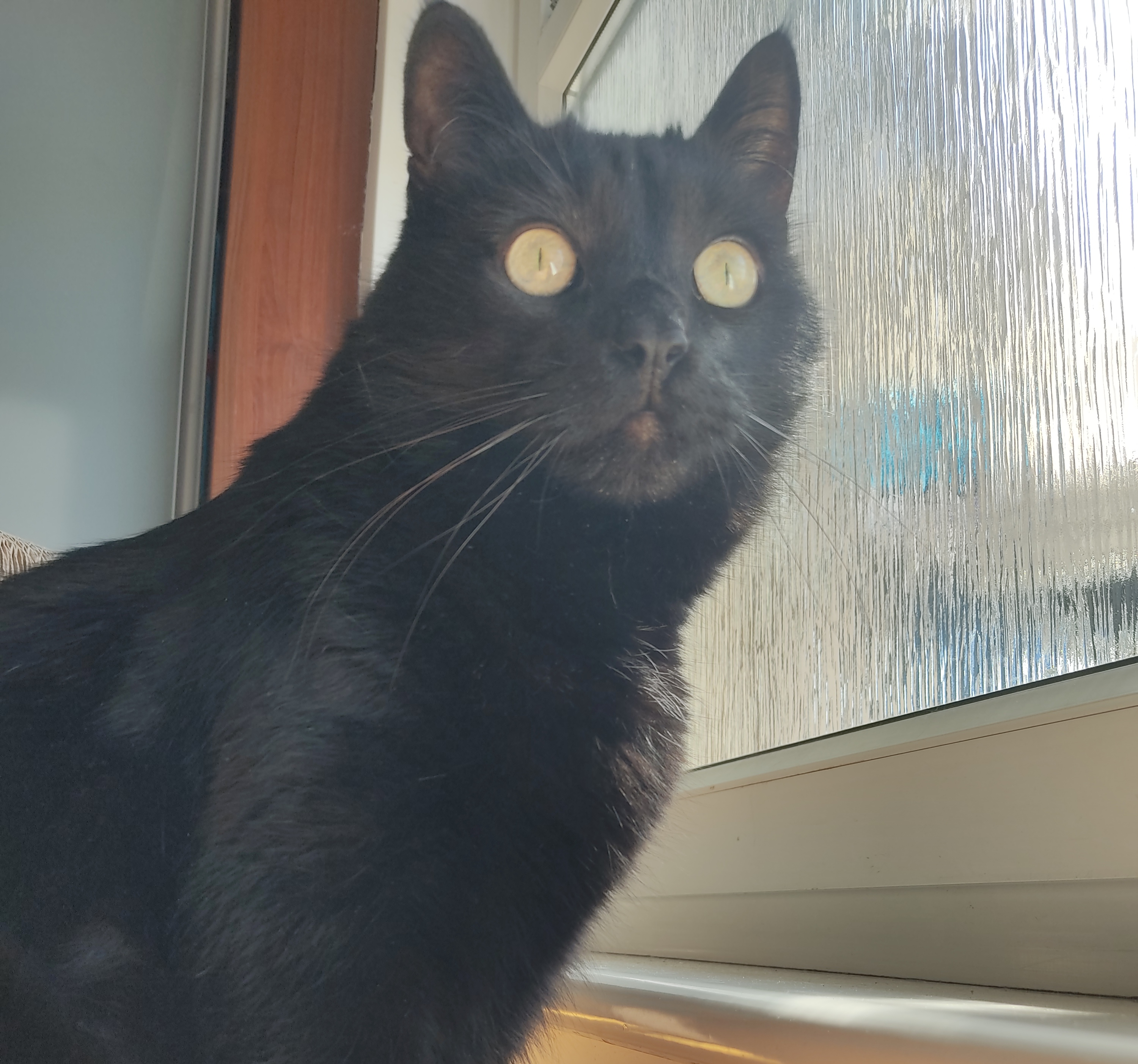
Чорний кіт здивований

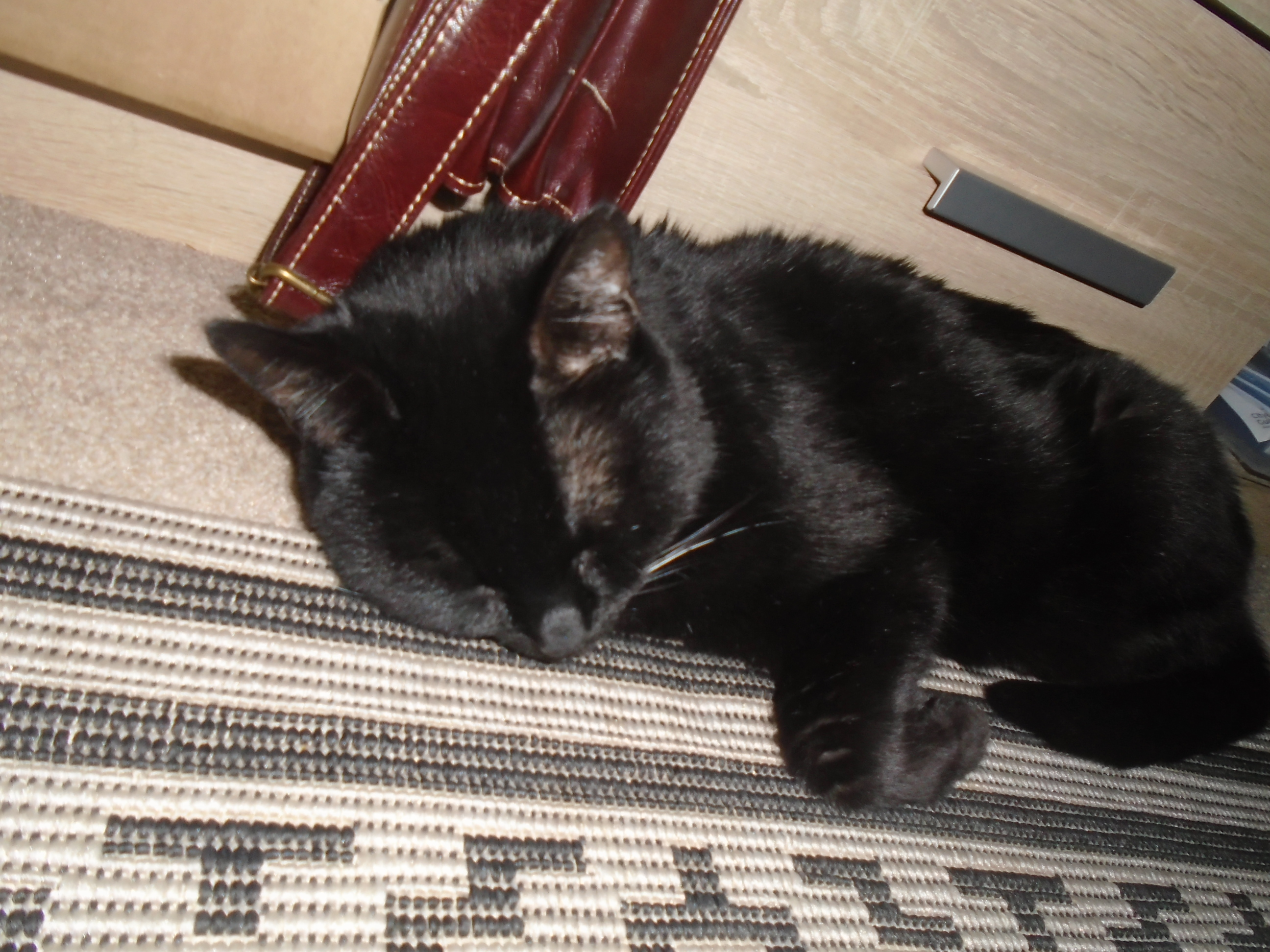
Чорний кіт спить

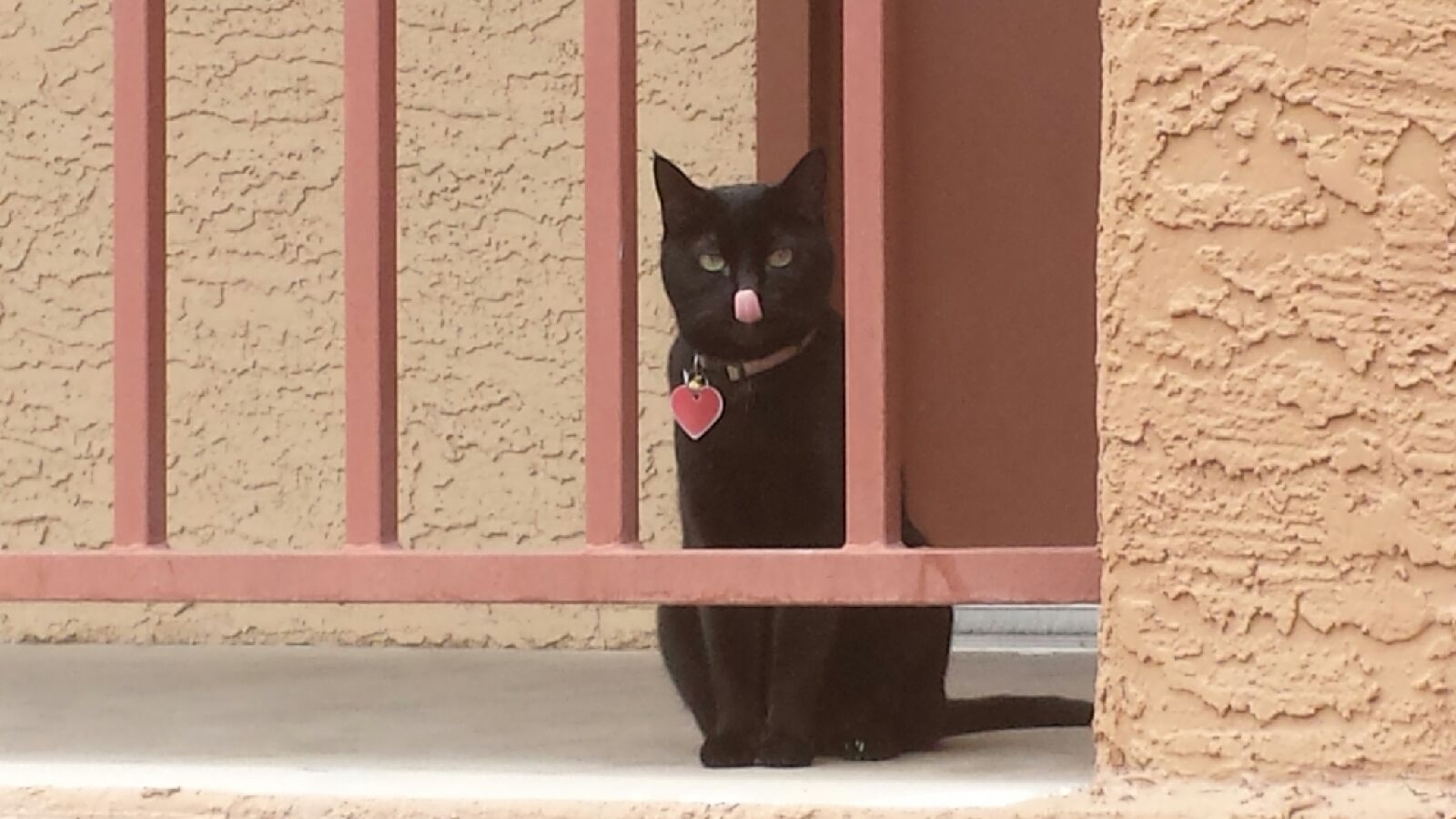
Домашній кіт із чорною шестю

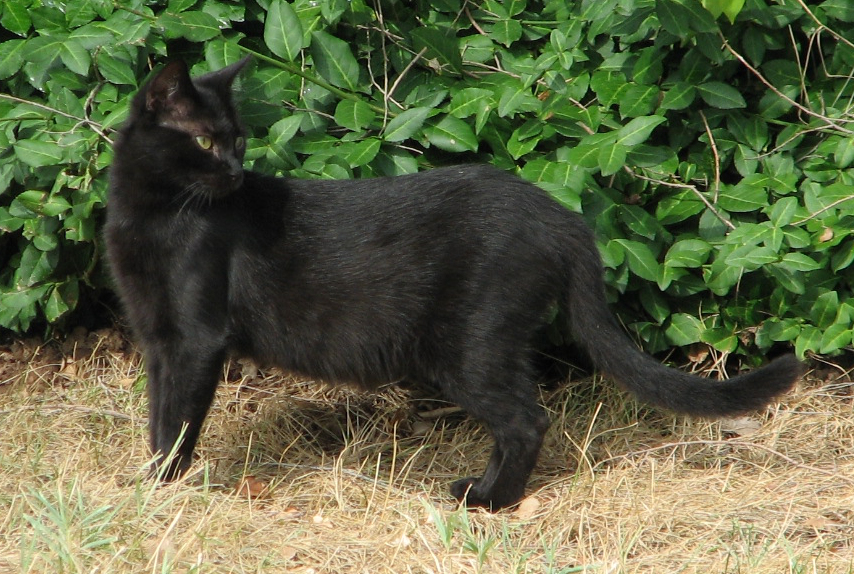
Чорний здичавілий кіт

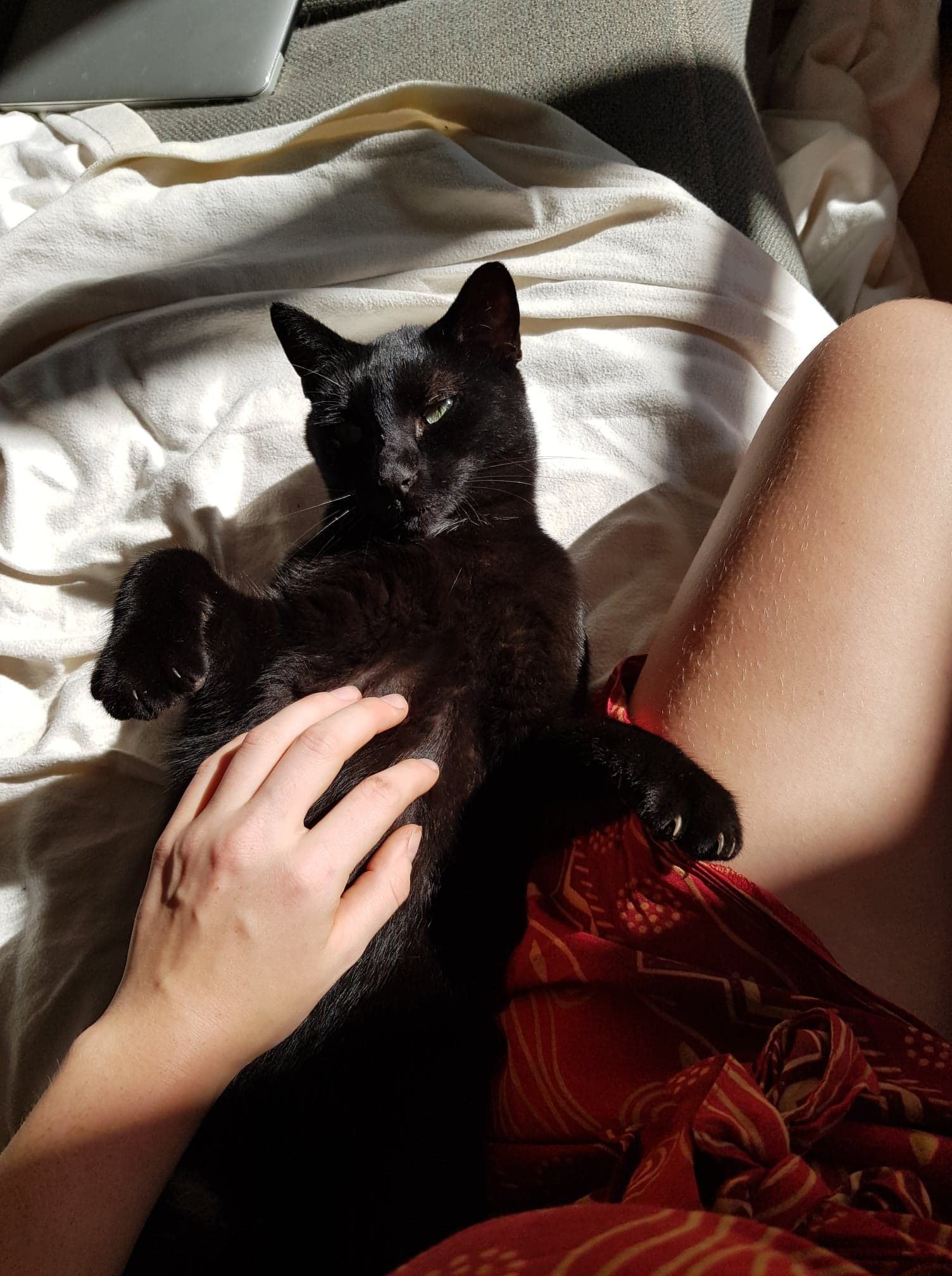

Чорний кіт — це домашній кіт з чорною шерстю, який може бути змішаної або конкретної породи. Асоціація любителів кішок (CFA) визначає 22 породи котів, які можуть мати суцільно чорну шерсть. Бомбейський кіт — лише чорний. Повністю чорна пігментація хутра трохи більше поширена у котів, ніж кішок. Високий рівень меланіну спричиняє те, що більшість чорних котів мають жовті (золоті) очі (райдужки).

## Хутро
Суцільно чорний кіт може мати вугільно-чорне, сірувато-чорне або коричневато-чорне хутро. Більшість котів з суцільним кольором хутра отримують його з рецесивним геном, який придушує смугастий малюнок. Інколи смугастий візерунок не зовсім прихований, і легкий натяк можна побачити при певному освітленні. Кота, що має чорне хутро з білими коренями, називають «чорний дим».
Чорні кішки також можуть «іржавіти» на сонці: їхнє хутро набуває легкого коричневого відтінку.

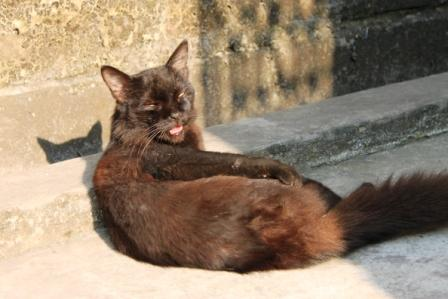
Чорний кіт, що «рудіє» на сонці (хутро набуває коричневатого відтінку)

Крім бомбейської кішки, в Асоціації любителів кішок називають ще 21 іншу породу, які можуть мати суцільно чорну шерсть. Опис кольору для цих порід виглядає так:
Чорний: насичений вугільно-чорний, від коренів до кінчиків хутра. Немає жодної рудуватості на кінчиках. Кінчик носа: чорний. Подушечки лап: чорні або коричневі.
Винятки:
- Орієнтальна кішка — смолянистий: суцільний вугільно-чорний. Без жодної рудуватості на кінчиках або димчастого підшерстку. Кінчик носа: чорний. Подушечки лап: чорні або коричневі.
- Сфінкс — чорний: чорний. Рівномірний колір від носа до кінчика хвоста. Кінчик носа: чорний. Подушечки лап: чорні або коричневі.
- Рагамаффін — хоча чорний не вказано прямо, стандарт допускає «будь-який колір, з або без білого», тому, технічно, повністю чорний рагамаффін підійде під стандарт породи.[3]

## Історичні асоціації

### Забобони щодо удачі або нещастя
У фольклорі різних культур різне ставлення до чорних кішок. Шотландці вважають, що поява дивної чорної кішки біля будинку символізує благополуччя. В кельтській міфології, це фея на ім'я Кат-Ші приймає форму чорного кота. Чорні кішки вважаються символом удачі також у решті Британії та в Японії. Крім того, вважається, що господиня чорного кота матиме багато шанувальників.
Натомість у західній історії чорні кішки часто розглядаються як символ злих прикмет, зокрема вважалися фамільярами відьом, тому у великій частині Європи чорна кішка є символом нещастя, особливо, якщо переходить людині дорогу — це вважається знаком нещастя і смерті. У Німеччині є повір'я, що чорний кіт, який переходить людині дорогу справа наліво, є поганою ознакою, натомість якщо зліва направо, то кіт приносить щастя. У Великій Британії традиційно вважається, що чорна кішка, яка перебігає людині дорогу — хороша прикмета.
У фольклорі чорний кіт може змінювати подобу на людську, і діяти як шпигун або кур'єр для відьом або демонів. Коли пілігрими прибули до Плімутського каменя, вони принесли з собою глибоку віру в Біблію, боязнь перед сатаною, і були дуже підозріливою групою. Вони вважали чорного кота супутником чи фамільяром відьми, і будь-хто, кого бачили з чорним котом, суворо карали. Чорний кіт вважався приналежним до демонів і магії. У середньовіччі через ці забобони люди убивали чорних кішок. Немає свідчень про регулярні винищення «сатанинських» чорних котів в Англії, які іноді траплялися у Європі, але чорних котів часом спалювали у багатті для «демонічних спецефектів».
Інколи надприродні здібності, приписувані чорним кішкам, розглядалися позитивно, наприклад, моряки хотіли мати чорного «корабельного кота», тому що це принесе удачу. Іноді дружини рибалок тримали вдома чорних кішок в надії, що з їх допомогою можна захистити своїх чоловіків у морі. Позитивне ставлення до чорних котів пов'язане з єгипетською богинею Баст (або ж Бастет), богинею котів. Єгипетські родини вважали, що заслужать прихильність від Бастет, якщо триматимуть удома чорну кішку. Цього погляду дотримувався на початку 17 століття англійський монарх Карл I. Після смерті його улюбленого чорного кота, він журився, що його покинула удача. Його було заарештовано наступного дня і звинувачено у державній зраді.
Пірати у 18 столітті вважали, що чорна кішка може принести будь-що. Якщо чорна кішка йде до когось, ця людина зіткнеться з нещастям, якщо чорна кішка йде від когось, то цій людині посміхнеться удача.
І навпаки у Британії: якщо чорна кішка йде до когось, це приносить удачу, але якщо вона йде від когось, то забирає удачу з собою.
Якщо чорний кіт заходить на корабель, а потім йде з нього, корабель приречений потонути наступного виходу в море. В Америці у чорних котів менше шансів на те, що їх заберуть з притулку, порівняно з котами іншого забарвлення, крім коричневого, хоча чорним тваринам взагалі складніше знайти дім. Деякі притулки призупиняють або обмежують віддачу чорних котів новим господарям напередодні Геловіну через побоювання, що їх будуть катувати або ж використають як «живу декорацію» для свята, а потім покинуть. Однак немає свідчень зв'язку між забиранням чорних котів з притулку і їх смертю чи пораненнями: якщо таке стається, причина зазвичай полягає у природних хижаках, як-то койоти, орли або інші хижі птахи.
17 серпня вважається Днем визнання чорних котів.
На зорі телебачення у Сполучених Штатах, багато станцій, розташованих на 13-му УКХ-каналі, використовували чорного кота як талісман, щоб піджартувати над своїм «нещасливим» номером каналу.

### Анархо-синдикалізм

Чорна кішка Промислових робітників світу, також прийнята як символ анархо-синдикалістів

З 1880-х років чорний колір пов'язують з анархізмом. Чорна кішка напоготові, у бойовій стійці, пізніше була прийнята як анархістський символ.
Зокрема, чорний кіт (якого часто називають «саб-кіт») пов'язується з анархо-синдикалізмом, гілкою анархізму, орієнтованою на організацію праці (див. котячий страйк).
У свідченнях перед судом у 1918 році у справі проти лідерів Промислових робітників світу, Ральф Чаплін, якому приписують створення символ IWW у вигляді чорної кішки, заявив, що чорний кіт «широко використовується хлопцями на позначення ідеї саботажу. Ідея в тому, щоб налякати роботодавця згадкою про саботаж або пустивши чорну кішку. Розумієте, якщо ви побачили чорну кішку, що переходить вам дорогу, якщо ви забобонні, то вам світить невезіння. Ідея саботажу в тому, що використати маленького чорного кота проти боса»."

## Знамениті чорні кішки
- Кіт Фелікс
- Плутон, з оповідання Едгара По «Чорний кіт»

## День чорного кота
27 жовтня був призначений Днем чорного кота службою захисту котів у Великій Британії, щоб відзначати переваги чорних кішок і заохочувати людей брати до себе чорних котів з притулків. Дані служби показують, що чорним котам складніше знайти нових господарів, ніж котам з іншим кольором хутра. У 2014 році Королівське товариство захисту тварин повідомило, що 70 % покинутих кішок, які перебувають на його утриманні, це чорні коти, і припустило, що люди вважають чорних котів «нефотогенічними».